# Powrót do szkoły
Powrót do szkoły (oryg. Back to School) – amerykańska komedia z 1986 w reżyserii Alana Mettera.

## Fabuła
Thornton Melon (Rodney Dangerfield) jest bogatym biznesmenem. Przeżywa kryzys w prywatnym życiu: jego żona zdradza go, a syn nie daje sobie rady na studiach. Thorton rozwodzi się, a syna postanawia odwiedzić. Okazuje się, że chłopak czuje się zagubiony i potrzebuje pomocy. Thorton postanawia wstąpić do college’u jako student, aby syn wiedział, że ma w nim wsparcie.

## Obsada
- Rodney Dangerfield jako Thornton Melon
- Sally Kellerman jako dr Diane Turner
- Keith Gordon jako Jason Melon
- Paxton Whitehead jako dr Phillip Barbay
- Burt Young jako Lou, szofer Melona
- Ned Beatty jako David Martin, dziekan
- Adrienne Barbeau jako Vanessa Melon